# Особняк Гольберга
Особняк Гольберга — трёхэтажное здание в Харькове, построенное в 1915 году и принадлежавшее купцу первой гильдии Григорию Гольбергу. Находится по адресу ул. Гольдберговская, 104. В постсоветское время в нём располагается санитарно-эпидемиологическая служба Харькова. Памятник архитектуры местного значения.

## История
Здание было построено на улице Заиковской, долгое время находившейся в пустынной и малообитаемой местности. Расположенный между Заиковкой и Левадой район находился недалеко от центра, однако пустовал из-за сложностей в сообщении. Лишь во конце XIX века после строительства конно-железной дороги местные участки начали представлять интерес для покупателей. Некоторые из них приобрела купеческая семья Гольбергов, самым успешным из которых был Григорий Иосифович Гольберг. Именно он организовал строительство Трёхсвятительского храма и пожертвовал на это немалую сумму денег. Когда строительство церкви близилось к концу, напротив неё Гольберг решил построить собственный новый особняк.
Проект был поручен архитектору Виктору Абрамовичу Эстровичу и выдержан в стиле романтического модерна. Строительство особняка было закончено в 1915 году. Здание из двух этажей напоминало средневековый замок с цилиндрической башней у входа, вертикальными оконными проёмами и поддерживаемыми консолями балконами. На кронштейне крыши находилась фигура Георгия Победоносца. На фасаде также располагалась скульптура Гермеса. Здание находилось по адресу: улица Заиковская, дом № 104.
После Октябрьской революции купец был вынужден бежать из города и его судьба осталась неизвестной. Само здание использовалось советской властью для размещения государственных учреждений. Особняк остался практически нетронутым и после Второй мировой войны. Позднее в здании разместилась городская санитарно-эпидемиологическая служба. 